# Bernd Schumacher (Unternehmer)
Bernd Schumacher (* 21. Januar 1961) ist ein deutscher Moderator und Medienunternehmer.

## Leben
Mit 18 Jahren begann Schumacher als damals jüngster Hörfunkmoderator bei HR3 und SWF3, wo er zuerst Beiträge produzierte und später auch die Sendungen Pop auf Wunsch, Maximix, Mittagsdiskotheke, Popnovitäten bei HR3 und Musikzeit, Musikbox, Radioclub bei SWF3 moderierte. Er finanzierte damit ein Studium der Medienpädagogik mit Schwerpunkt Journalismus. Nach seinem Studium begann er eine Mitarbeit in der ZDF-Show 2. Hier moderierte Bernd Schumacher auch seine ersten Musik-TV-Sendungen. Es folgten Moderationen u. a. bei RTL, Sat.1, RPR1/Radio4 und RTL-Ba-Wü/Hit1.
Schumacher gründete 1986 die Produktionsfirma „DFF Deutsche Film Fernsehen“, mit der er für verschiedene Sender Programme produziert. 1988 gründete er den Hörfunksender Radio Ladies First (1989 bis 1994), bei dem er selbst regelmäßig als Moderator in der „Bernie-Show“ zu hören war. Von 1993 bis 1994 moderierte er die tägliche SAT.1-Show 5 mal 5. 1995 gründete Schumacher den Fernsehsender B.TV, wo er Geschäftsführer, Programmdirektor und Showmoderator war. Der Sender meldete 2002 Insolvenz an. 
Über die Sommermonate 2011 moderierte und produzierte Schumacher zweimal wöchentlich die 3-stündige mitternächtliche Late-Talk-Esoterik-Show „Institut für Zukunftsdeutung“ auf Super RTL.
Seit Mai 2013 betreibt Schumacher den Satelliten- und Internet-Radiosender Top20Radio und moderiert täglich erneut eine „Bernie-Show“.